# 최종 빙기

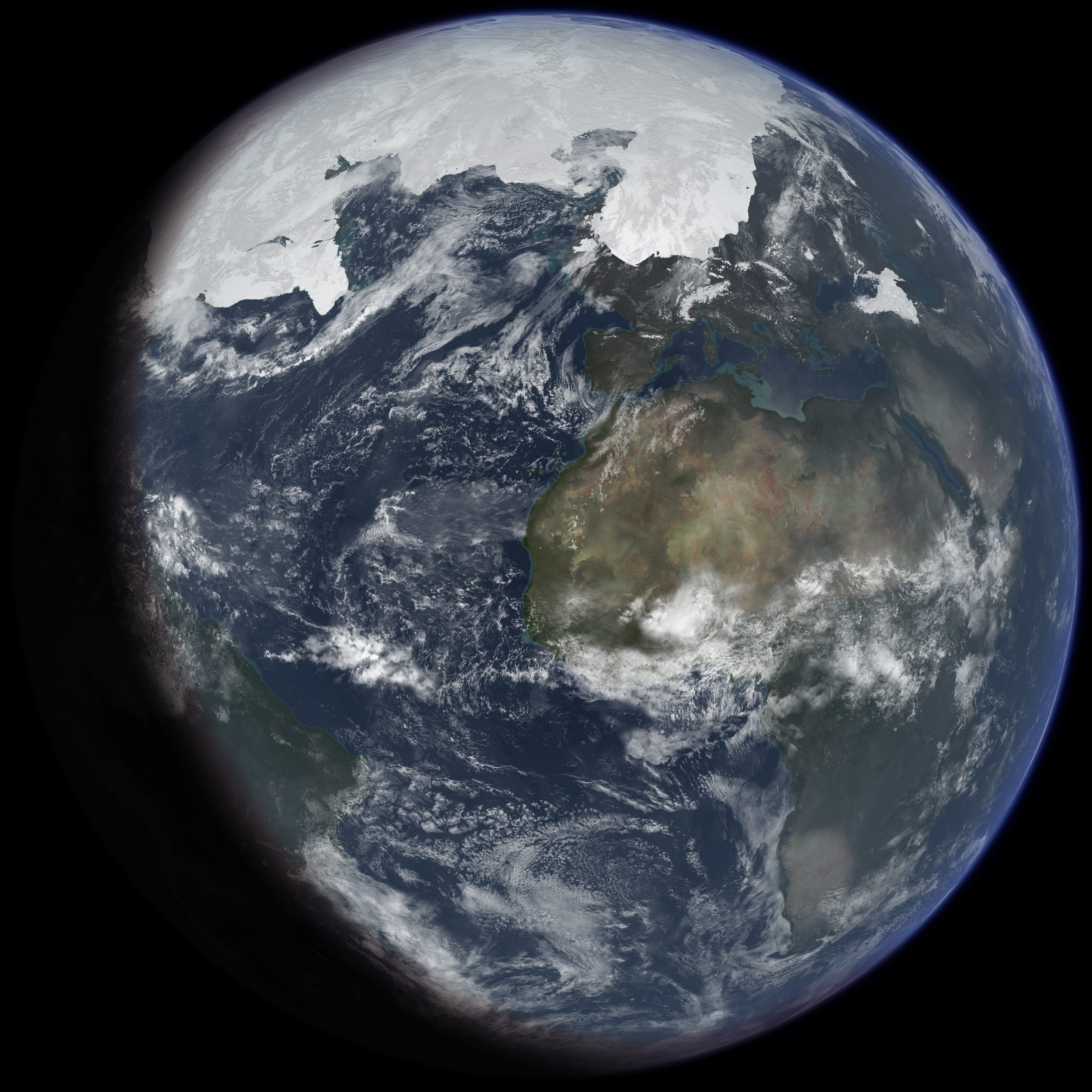
가장 빙하가 확장되었을 때의 최종 빙기 모습의 상상도: "Ice age terrestrial carbon changes revisited" by Thomas J. Crowley (Global Biogeochemical Cycles, Vol. 9, 1995, pp 377-389)

최종 빙기(最終氷期, 영어: Last Glacial Period)는 플라이스토세이던 약 115,000년 전에 시작되어 약 11,700년 전에 끝난 마지막 빙기이다. 에미안 간빙기가 끝나면서 시작되어 약 10만 년 정도 지속되다가 영거 드라이아스와 함께 끝나며 홀로세의 시작점이 된다. 더 넓은 관점에서 보면 258만 년 전 북극 해빙 형성으로 시작되어 현재 진행 중인 제4기 빙하기의 마지막 빙기이다. 현재의 기후는 이 빙기 이후의 간빙기로 여겨진다.
이 마지막 빙기 동안 빙하의 전진과 후퇴가 여러 번 반복되었다. 최종 빙기 내에서 최고로 빙하가 확장되었을 때는 지금으로부터 약 20,000년 전으로, 이 시기를 최종 빙기 극대기(Last Glacial Maximum)라고 부른다. 약 12,800년 전 가장 최근의 빙하기인 영거 드라이아스기가 시작되었고, 이것이 약 11,550년 전에 끝남으로써 최종 빙기가 종결되고 지금의 세(epoch)인 홀로세가 시작된다.
인류 고고학적 측면에서 보면, 이 마지막 빙기는 구석기 시대와 중석기 시대를 나누는 기준이 된다.

## 이름
지역에 따라 프레이저(Fraser, 북아메리카 서부 산지), 파인데일(Pinedale), 위스콘신(Wisconsin, 북아메리카 중부), 디벤시안(Devensian, 브리튼 제도), 미들랜드(Midlandian, 아일랜드), 뷔름(Würm, 알프스), 메리다(Mérida, 베네수엘라), 바이크젤(Weichselian, 스칸디나비아와 북유럽), 비스툴라(Vistulian, 북부 중앙유럽), 발다이(Valdai, 동유럽), 치리안카(Zyryanka, 시베리아), 양키우에(Llanquihue, 칠레), 오티라(Otira, 뉴질랜드) 등의 이름으로 불린다.

## 같이 보기
- 빙하호 붕괴 홍수
- 빙기
- 플라이스토세
- 제4기 빙하기
- 해수면 상승
- 석기 시대